# Forces armées srilankaises

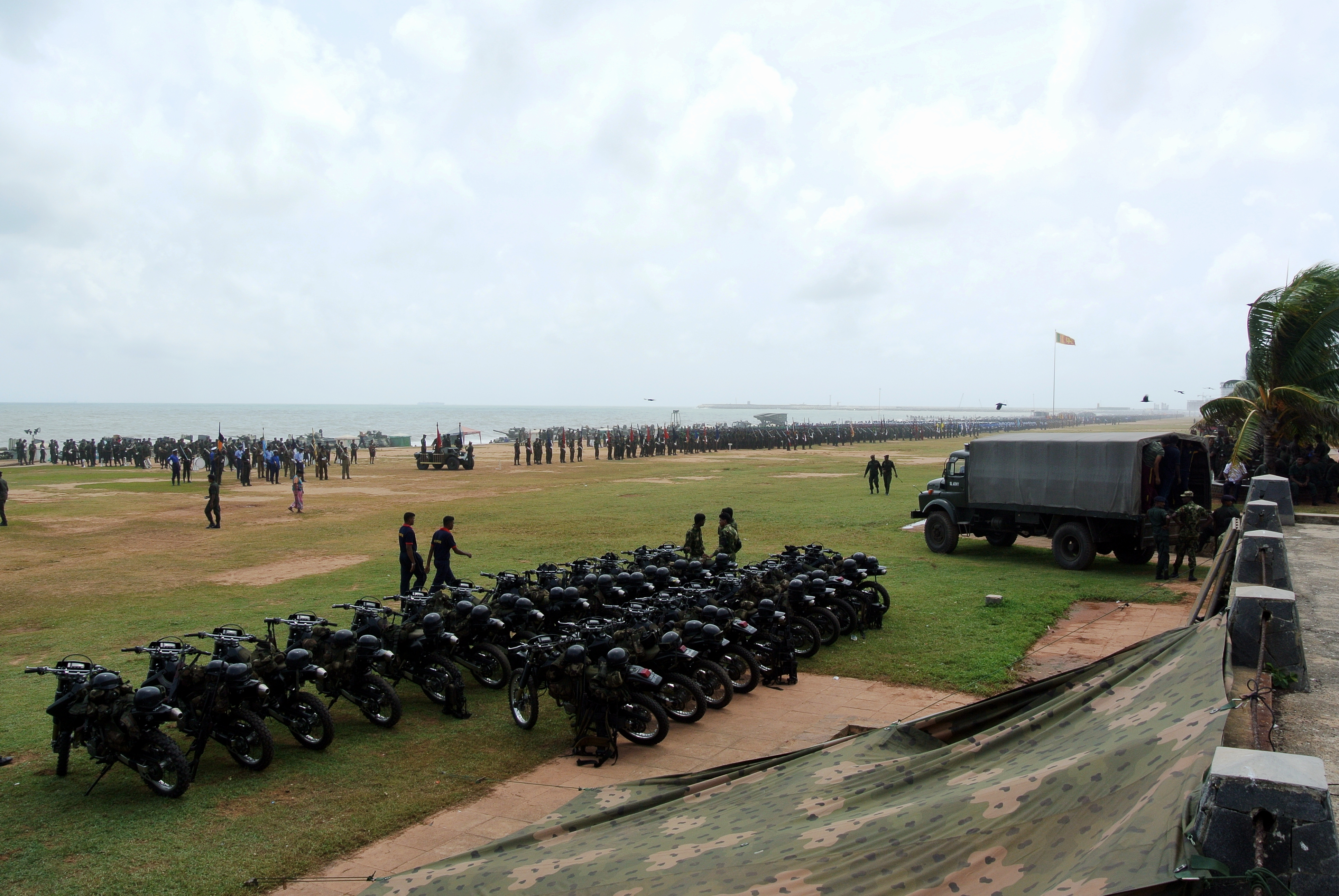
Rassemblement militaire sur Galle Face Green à Colombo (mai 2013).

Les forces armées du Sri Lanka sont les forces armées actuelles de la République démocratique socialiste du Sri Lanka.
L'armée sri-lankaise est composée d'une armée de terre structurée selon le modèle régimentaire britannique d'une marine et d'une armée de l'air, elles sont placées sous la tutelle du ministère de la Défense . Ces trois armées comptent environ 346 700 militaires actifs ; et la conscription n'a jamais été imposée au Sri Lanka
Elle est principalement connue pour son rôle dans la guerre civile du Sri Lanka, où elle a été accusée de violations des droits de l'homme. Le commandant en chef des forces armées du Sri Lanka est Anura Kumara Dissanayake

## Histoire
L'histoire militaire du Sri Lanka remonte à plus de 2 000 ans. Les racines de l'armée sri-lankaise moderne remontent à l'époque coloniale, lorsque les Portugais , les Hollandais et les Britanniques établirent des milices locales pour soutenir leurs guerres contre les royaumes locaux

## Budget
En 2023, le budget de l'armée sri-lankaise a été estimée à 1,45 milliard de dollars américains , soit 1,93 % du PIB à cette date.

## Effectifs
en 2024 Les forces armées du Sri Lanka sont composées au total de 150 000 hommes et de 90 000 réservistes[Quand ?].

## Implication internationale

Soldat portant l'emblème du drapeau Sri-Lankais

Bien que longtemps en guerre contre les Tigres tamouls, l'armée sri lankaise est aussi déployée dans plusieurs missions de maintien de la paix. Voici la liste de ces déploiements à la date du 2019 :
- Liban : 149 militaires au sein de la FINUL ;
- Sahara occidental : quatre  observateurs militaires au sein de la MINURSO ;
- Soudan : 6 observateurs militaires au sein de la FISNUA à Abyei ;
- Soudan du Sud : 173 militaire en 2015
- République centrafricaine : 116 militaires au sein de la MINURCAT ;
- République démocratique du Congo : quatre observateurs militaires au sein de la MONUSCO.